# Прапор Нар'ян-Мара
Прапор муніципального округу міста Нарьян-Мар Ненецького автономного округу Російської Федерації — розпізнавально-правовий знак, який є офіційним символом муніципальної освіти.
Прапор затверджено постановою Нар'ян-Марської міської Ради від 31 травня 2001 року №30-п, як прапор муніци »(після муніципальної реформи 2006 року — муніципальна освіта «Міський округ „Місто Нар'ян-Мар“»), і внесений до Державний геральдичний регістр Російської Федерації з присвоєнням 763.
24 жовтня 2012 року, рішенням Ради міського округу «Місто Нар'ян-Мар» № 466-р, до попереднього рішення було внесено зміни щодо назви муніципальної освіти.

## Опис
«Прапор муніципального утворення міста Нар'ян-Мар» є прямокутним двостороннім червоним полотнищем зі ставленням ширини до довжини 2:3, з синьою вищербленою смугою по нижньому краю полотнища шириною 1/4 від загальної ширини, що відтворює в центрі на 1/3 довжини полотнища композицію гербового щита муніципального утворення міста Нар'ян-Мар.
Композиція гербового щита, зображена на прапорі, являє собою срібну голову північного оленя насторожі та двох міркуваних риб.

## Обґрунтування символіки
За основу прапора муніципального утворення міста Нар'ян-Мар» взято герб міста, затверджений рішенням виконавчого комітету Нар'ян-Марської міської Ради народних депутатів 7 квітня 1978 року.
Місто Нарьян-Мар — столиця Ненецького автономного округу. Провідні підприємства міста, чия продукція дає основний дохід округу та йде далеко за межі округу та області, пов'язані з основними галузями народного господарства та заняттям населення — оленярством та рибальством.
На прапорі центральне місце займає зображення голови оленя з рогами, що символізує головне заняття місцевого населення — оленярство.
Стилізовані срібні риби на краю показують — рибальство. Срібло в геральдиці символ — чистоти, мудрості, шляхетності, миру, взаємоспівробітництва.
Червоний колір поля говорить про назву міста Нарьян-Мар у перекладі російською мовою, що означає — Червоне місто, а також цей колір символізує мужність, красу і життя.
Синя смуга символізує річку Печору. Цей елемент прапора підкреслює також, що Нар'ян-Мар — морський і річковий порт. Синій колір (блакитний) — символ честі, слави, відданості, істини та чесноти.